# USS Thompson (DD-627)
USS Thompson (DD-627/DMS-38) là một tàu khu trục lớp Gleaves được Hải quân Hoa Kỳ chế tạo trong Chiến tranh Thế giới thứ hai. Nó đã tham gia suốt Thế Chiến II, cải biến thành một tàu quét mìn cao tốc với ký hiệu lườn DMS-38, sống sót qua cuộc xung đột, tiếp tục phục vụ trong cuộc Chiến tranh Triều Tiên trước khi ngừng hoạt động năm 1954 và bị tháo dỡ năm 1972. Nó là chiếc tàu chiến thứ hai của Hải quân Hoa Kỳ được đặt cái tên này, và là chiếc duy nhất được theo tên Robert M. Thompson (1849-1930), một sĩ quan hải quân và sau đó là Chủ tịch Hiệp hội Olympic Hoa Kỳ.

## Thiết kế và chế tạo
Thompson được chế tạo tại xưởng tàu của hãng Seattle-Tacoma Shipbuilding Corp. ở Seattle, Washington. Nó được đặt lườn vào ngày 22 tháng 9 năm 1941; được hạ thủy vào ngày 15 tháng 7 năm 1942, và được đỡ đầu bởi cô Sara Thompson Ross. Con tàu được cho nhập biên chế cùng Hải quân Hoa Kỳ vào ngày 10 tháng 7 năm 1943 dưới quyền chỉ huy của Thiếu tá Hải quân Lee A. Ellis.

## Lịch sử hoạt động

### Thế Chiến II

#### Hộ tống vận tải
Sau khi tiến hành chạy thử máy và huấn luyện tại vùng bờ Tây, Thompson khởi hành từ San Diego, California vào ngày 19 tháng 8 năm 1943 để đi sang vùng bờ Đông. Nó đi đến Norfolk, Virginia vào ngày 1 tháng 9, để rồi lên đường ngay ngày hôm sau hướng đến vùng bờ biển Maine, đi đến Casco Bay vào ngày 3 tháng 9. Nó quay trở lại Xưởng hải quân Boston để được sửa chữa, rồi tham gia các cuộc thực tập ngoài khơi bờ biển Massachusetts trước khi quay trở lại Casco Bay vào ngày 23 tháng 9 để huấn luyện.
Vào ngày 5 tháng 10, Thompson hộ tống cho thiết giáp hạm Arkansas (BB-33) đi đến New York, rồi tham gia thành phần hộ tống cho chiếc Texas (BB-35) trong các hoạt động huấn luyện bắn phá bờ biển trong chín ngày, trước khi tham gia Đoàn tàu UGS-21 khởi hành từ Norfolk để đi sang Bắc Phi. Nó tách khỏi nhiệm vụ hộ tống vào ngày 31 tháng 10 để đi đến Casablanca, Maroc thuộc Bắc Phi.
Được phân về Đội khu trục 36, Thompson lên đường quay trở về nhà một tuần sau đó cùng Đoàn tàu GUS-20. Vào ngày 24 tháng 11, nó đi vào cảng New York cùng đoàn tàu trước khi di chuyển một mình đến Xưởng hải quân New York để sửa chữa sau chuyến đi. Nó lên đường đi Casco Bay vào ngày 5 tháng 12, tiến hành huấn luyện ôn tập trên đường đi. Đến ngày 7 tháng 12, nó cùng tàu khu trục Baldwin (DD-624) hộ tống cho New Jersey (BB-62) khi chiếc thiết giáp hạm thực hiện chạy thử máy và bẻ lái hết tốc độ. Cuối ngày hôm đó, cả ba con tàu thực hành chiếu sáng và nhận diện ban đêm; trước khi thực hiện chương trình huấn luyện tương tự vào ngày 8 tháng 12.
Sau khi quay trở về Casco Bay, Thompson lại ra khơi hướng đi Norfolk, đến nơi vào ngày 12 tháng 12, để rồi lại lên đường hai ngày sau đó cùng Đoàn tàu UGS-27 hướng sang Bắc Phi. Trên đường đi vào ngày 27 tháng 12, nó tấn công bằng mìn sâu vào một tín hiệu sonar nghi ngờ là tàu ngầm đối phương. Đi đến cảng Casablanca vào ngày 3 tháng 1 năm 1944, nó và các tàu hộ tống cùng đi được phân công hộ tống Đoàn tàu GUS-27 quay trở về không lâu sau đó, về đến Norfolk vào ngày 24 tháng 1. Sau các chuyến đi lại giữa New York, Boston và Casco Bay, nó rời vào ngày 18 tháng 3 để hướng đi Trinidad.

#### Đổ bộ Normandy
Quay trở về Norfolk sáu ngày sau đó, Thompson hoạt động dọc theo vùng bờ Đông cho đến giữa tháng 4, khi nó tham gia việc tập trung lực lượng cho cuộc tấn công lên Tây Âu. Vào ngày 18 tháng 4, nó gặp gỡ Baldwin, Arkansas, Tuscaloosa (CA-37), Nevada (BB-36) cùng phần còn lại của Hải đội Khu trục 18 mà nó được phối thuộc, và lên đường đi sang Anh. Lực lượng đi đến Plymouth vào ngày 28 tháng 4 và chuẩn bị làm nhiệm vụ cho cuộc tấn công sắp đến. Vào ngày 4 tháng 5, nó tham gia cuộc thực tập đổ bộ "Fabius", một trong những cuộc diễn tập chuẩn bị cho cuộc Đổ bộ Normandy. Vào ngày 9 tháng 5, nó thực tập bắn phá bờ biển tại Slapton Sands, Anh; vào ngày 13 tháng 5, nó thực hành tác xạ phòng không ngoài khơi Ailsa Craig, Scotland; và vào ngày 16 tháng 5, nó tham gia thực hành chiến thuật hải đội và tác xạ bắn phá ngoài khơi bờ biển Ireland.
Vào ngày 15 tháng 4, Thompson thả neo tại Belfast Lough, Bắc Ireland; và sang ngày hôm sau 16 tháng 4, Nevada, Texas cùng Đội khu trục 36 lên đường thực hành ngoài khơi bờ biển Ireland trước khi quay trở về Belfast Lough. Ba ngày sau, 19 tháng 4, Đại tướng Dwight D. Eisenhower, Tổng tư lệnh Tối cao lực lượng Đồng minh, đã thị sát con tàu. Lên đường vào ngày 20 tháng 4, nó thực hành tuần tra chống tàu phóng lôi E-boat đối phương cho đến ngày 22 tháng 4, khi nó bắn đạn pháo sáng và thực tập chiếu sáng đối phó với mối đe dọa từ những con tàu nhanh, cơ động của đối phương. Sau các cuộc thực tập tác xạ khác với dàn hỏa lực hải pháo 5 inch/38 caliber và Bofors 40 mm, nó rời Belfast Lough đi Plymouth, và sau đó tiếp tục đi Portland, đến nơi vào ngày 27 tháng 4.
Ngày hôm sau, máy bay ném bom Heinkel He 111 của Không quân Đức ném bom và thả mìn xuống cảng, gây nhiều bận rộn cho thủy thủ đoàn của chiếc tàu quét mìn; nhưng khi mối nguy hiểm đã đi qua, lực lượng Đồng Minh tiếp tục chuẩn bị cho cuộc đổ bộ sắp đến. Đến ngày 5 tháng 6, con tàu gia nhập Đội đặc nhiệm 124.7 cùng Đoàn tàu O-1 để hướng đến bãi Omaha. Nó và các tàu cùng đi đến ngoài khơi bãi biển Normandy sau một hành trình không gặp trục trặc gì ngoại trừ sóng gió rất mạnh. Thompson sau đó nhận nhiệm vụ bắn pháo hỗ trợ tại điểm trực chiến ngoài khơi Pointe de la Percée như một đơn vị của Đội đặc nhiệm 124.9, đi đến ngoài khơi Pointe du Hoc trong khi lính biệt kích Lục quân đổ bộ cố gắng chiếm lấy vị trí đầu cầu trên những dốc đá thẳng đứng. Trinh sát viên của nó không thể chứng kiến trực tiếp cuộc đổ bộ, khi các cuộc ném bom che phủ toàn bộ khu vực với khói bụi; nhưng khi khói tan, dàn pháo chính của nó khai hỏa, lần lượt vô hiệu hóa các mục tiêu được chỉ định, và chờ đợi những khẩu đội đối phương bộc lộ ra.
Cuối ngày hôm đó, Thompson tiếp cận gần bờ hơn và phát hiện ba dàn ăn-ten radar Würzburg của Đức; hỏa lực pháo chính của con tàu nhanh chóng vô hiệu hóa các dàn radar đối phương. Các cỡ pháo nhỏ cũng góp phần tiêu diệt những mục tiêu được trinh sát trên bờ phát hiện, bao gồm các khẩu đội pháo và một cứ điểm là một căn nhà cấu trúc bằng đá. Sang ngày hôm sau, 7 tháng 6, hỏa lực của con tàu lại hỗ trợ cho cuộc tấn công của lực lượng biệt kích tại Point du Hoc, tiêu diệt các khẩu đội pháo và lính bắn tỉa trước khi lên đường đi Portland, thả neo tại vịnh Weymouth để bổ sung nhiên liệu và kho đạn đã cạn.
Đến ngày 8 tháng 6, Thompson cùng tàu khu trục Satterlee (DD-626) quay trở lại bãi Omaba, và vào chiều tối ngày 9 tháng 6, họ chịu đựng sự phản công từ các tàu E-boat Đức. Trong thành phần bảo vệ cho các tàu vận chuyển Đồng Minh tập trung tại đây, Thompson tham gia nả pháo vào những kẻ tấn công, khiến chúng phải rút lui nhanh lên phía Bắc. Vào ngày 10 tháng 6, hỏa lực phòng không 20 mm và 40 mm của nó đã bắn rơi một máy bay Đức bay thấp đang lẻn đến. Lúc 01 giờ 00 ngày 11 tháng 6, một đợt tấn công E-boat khác lại xuất phát từ phía Bắc, và chiếc tàu khu trục đã bắn pháo sáng bộc lộ hình bóng những kẻ tấn công, để các pháo hạm Anh HMS Grey Wolf (SGB-8) và HMS Grey Goose (SGB-9) nổ súng tiêu diệt.
Vào ngày 12 tháng 6, Thompson đón lên tàu Đô đốc Ernest J. King và các tướng Dwight D. Eisenhower, George C. Marshall và Henry H. Arnold để vận chuyển họ vượt eo biển đến các bãi đổ bộ Omaha, rồi quay trở lại Plymouth cùng Đô đốc King và đoàn tùy tùng. Con tàu tiếp tục hoạt động tại các bãi biển Normandy cho đến hết tháng 6, đi lại giữa Baie de la Seine và Plymouth, Anh. Con tàu từng phục vụ như soái hạm cho Chuẩn đô đốc Alan G. Kirk, Tư lệnh Hải quân Lực lượng Đặc nhiệm phía Tây, cho một chuyến viếng thăm ngắn đến Cherbourg; và trong một dịp khác đã phục vụ vận chuyển cho tướng Eisenhower.

#### Miền Nam nước Pháp - Địa Trung Hải
Thompson lên đường đi sang Bắc Phi vào ngày 24 tháng 7 năm 1944, băng qua eo biển Gibraltar và đi đến Bizerte, Tunisia bốn ngày sau đó. Nó cùng phần còn lại của Đội khu trục 36 khởi hành từ Bizerte vào ngày 29 tháng 7 để đi Oran, Algérie, đến nơi vào ngày 30 tháng 7. Nó đi đến Naples vào ngày 6 tháng 8 để gia nhập lực lượng viễn chinh Đồng Minh được tập trung cho Chiến dịch Dragoon, cuộc đổ bộ lên miền Nam nước Pháp. Lên đường cùng Đoàn tàu SF-1 để hướng đến khu vực đổ bộ, chiếc tàu khu trục đã phục vụ hộ tống và tuần tra ngoài khơi trong suốt chiến dịch từ ngày 15 đến ngày 21 tháng 8.
Sau một giai đoạn bảo trì ngắn từ ngày 28 tháng 8 đến ngày 1 tháng 9, Thompson quay trở lại các bãi đổ bộ tại Pháp để tiếp tục tuần tra cho đến ngày 18 tháng 9, khi nó lên đường đi Mers-El-Kebir, Maroc, đến nơi bốn ngày sau đó. Sang ngày hôm sau, con tàu lên đường quay trở về Hoa Kỳ, ghé qua Bermuda vào ngày 1 tháng 10, rồi vào xưởng tàu để đại tu từ ngày 3 đến ngày 27 tháng 10. Trong thời gian còn lại của năm 1944, nó hoạt động dọc theo vùng bờ Đông Hoa Kỳ.
Thompson gia nhập Đoàn tàu UGS-86 hướng sang các cảng Bắc Phi vào ngày 3 tháng 1 năm 1945, đi đến Mers-El-Kebir vào ngày 20 tháng 1, và ở lại vùng biển Bắc Phi cho đến ngày 1 tháng 2, khi nó gia nhập thành phần hộ tống cho Đoàn tàu GUS-68 để quay trở về Hoa Kỳ. Về đến New York vào ngày 13 tháng 2, bộ phận New York được cho tách ra trong khi chiếc tàu khu trục tiếp tục hộ tống bộ phận Boston. Nó sau đó được bảo trì trong mười ngày tại Xưởng hải quân Boston từ ngày 15 tháng 2. Sau khi được sửa chữa, con tàu đi đến Norfolk, Virginia, thực hành tác xạ trên đường đi, để rồi lại lên đường vào ngày 1 tháng 3 cùng Đoàn tàu UGF-21 hướng sang Bắc Phi, đến nơi vào ngày 12 tháng 3. Sau khi quay trở về Hoa Kỳ trong tháng sau, nó lại hộ tống cho Đoàn tàu UGS-85, khởi hành vào ngày 7 tháng 4.
Thompson được xếp lại lớp vào ngày 30 tháng 5 năm 1945 như một tàu quét mìn cao tốc và mang ký hiệu lườn mới DMS-38. Con tàu được cải biến cho vai trò mới trong suốt tháng 6, bắt đầu từ ngày 5 tháng 6, và hoàn tất công việc trong xưởng tàu vào ngày 29 tháng 6. Nó thực hành quét mìn với thiết bị quét mìn từ trường trong vịnh Chesapeake, cân chỉnh thiết bị radar, thực tập phòng không và thực tập rải mìn. Con tàu rời Virginia Capes vào ngày 1 tháng 8 để hướng đến kênh đào Panama, đến nơi vào ngày 7 tháng 8, và vẫn đang trên đường đi khi nhận được tin Nhật Bản đầu hàng kết thúc cuộc xung đột. Nó đi đến San Diego vào ngày 18 tháng 8.

### Sau chiến tranh
Trong tháng 9, Thompson di chuyển về phía Tây, ghé qua Trân Châu Cảng vào ngày 8 tháng 9 và Eniwetok vào ngày 21 tháng 9, đi đến vịnh Buckner, Okinawa vào ngày 28 tháng 9, vừa kịp lúc để tiếp nhiên liệu trước khi lại hướng ra khơi né tránh một cơn bão. Không lâu sau khi nó quay trở lại vịnh Buckner, một cơn bão khác lại ập đến vào ngày 9 tháng 10 trước khi chuyển hướng sang biển Hoa Đông, nhưng con tàu lại tránh được mà không bị hư hại. Nó cùng các tàu đồng đội thuộc Đội quét mìn 61 hình thành nên hàng tuần tiễu vào ngày 10 tháng 10 ở khoảng cách cự ly 4 mi (6,4 km) để rà soát mặt biển trong khi quay trở lại vịnh Buckner, tìm kiếm bè cứu sinh, mảnh vỡ hay người trên biển.
Thompson cùng Đội quét mìn 61 khởi hành từ vịnh Buckner vào ngày 16 tháng 10 để tiến hành quét mìn khu vực "Rickshaw" thuộc biển Hoa Đông. Trên đường đi vào ngày hôm sau, nó phát hiện nhiều quả mìn trôi nổi và phá hủy chúng bằng hải pháo. Lực lượng đi đến "Rickshaw" vào ngày 19 tháng 10, có sự tham gia của các chiếc PGM-29, PGM-30 và PGM-31. Thompson bắt đầu công việc và quét được quả mìn đầu tiên của đội vào ngày hôm sau; cho đến ngày 17 tháng 11, khu vực "Rickshaw" đã được quét sạch thủy lôi của Nhật Bản, và Thompson được ghi nhận đã phát hiện và phá hủy 64 quả thủy lôi.
Sau một giai đoạn bảo trì ngắn tại Sasebo, Nhật Bản, căn cứ của Đội quét mìn 61, Thompson đi đến Nagoya, Nhật Bản để đảm nhiệm vai trò soái hạm của đội đặc nhiệm quét mìn tại khu vực phụ cận. Khi hoàn tất nhiệm vụ này vào giữa tháng 12, nó quay trở lại Sasebo ngang qua Wakayama, và trong tuần cuối cùng của năm 1945, nó giúp vào việc tìm kiếm vô vọng những người sống sót từ chiếc Minivet (AM-371), vốn bị đắm do một vụ nổ mìn ngoài khơi đảo Tsushima về phía Tây Bắc Kyūshū, Nhật Bản.
Thompson trải qua tháng 1 và tháng 2 năm 1946 tại vùng biển nhà Nhật Bản, rồi đi đến đảo san hô Bikini để giúp vào các hoạt động quét mìn khu vực này, nhằm chuẩn bị cho Chiến dịch Crossroads, cuộc thử nghiệm bom nguyên tử sẽ được tiến hành vào tháng 7. Con tàu quay trở về Hoa Kỳ trước cuộc thử nghiệm, ở lại San Francisco trong suốt tháng 7, rồi trải qua hai tháng được đại tu tại Xưởng hải quân Mare Island, Vallejo, California. Nó quay trở lại San Francisco để hoạt động từ cảng này cho đến cuối năm. Sau sáu tháng hoạt động ngoài khơi San Francisco, nó lên đường đi sang Trung Quốc vào ngày 10 tháng 2 năm 1947, đi ngang qua Trân Châu Cảng, Guam và Kwajalein để đến Thanh Đảo.
Sau sáu tháng làm nhiệm vụ cùng lực lượng Hoa Kỳ chiếm đóng tại vùng biển Trung Quốc, Thompson quay trở về Hoa Kỳ vào đầu tháng 9, về đến San Diego, California vào ngày 2 tháng 10. Con tàu được chuyển sang dưới quyền Bộ chỉ huy Khu trục Hạm đội Thái Bình Dương sau khi Bộ chỉ huy Quét mìn Hạm đội Thái Bình Dương bị giải thể, và hoạt động từ San Diego như một tàu khu trục cho đến ngày 29 tháng 4 năm 1948, khi nó quay trở lại Xưởng hải quân Mare Island cho một đợt đại tu kéo dài hai tháng. Nó quay trở lại San Diego vào tháng 7, hoạt động huấn luyện ngoài khơi vùng bờ Tây cho đến hết năm 1948.
Vào tháng 1 năm 1949, Thompson lại cùng Đội khu trục 52 lên đường đi sang Trung Quốc; tuy nhiên đang khi trên đường đi, các con tàu nhận mệnh lệnh quay trở về vùng bờ Tây sau khi trải qua vài ngày tại Hawaii, về đến San Diego vào ngày 4 tháng 2. Nó cùng ba tàu quét mìn nhanh chị em hình thành nên Hải đội Quét mìn 1 và được phân về Monterey, California; luân phiên các hoạt động tại Monterey và San Diego trong thời gian còn lại của năm 1949. Sau khi hoạt động thường lệ ngoài khơi San Diego trong ba tháng đầu năm 1950, nó lên đường đi Trân Châu Cảng vào ngày 6 tháng 4, được đại tu tại đây trong ba tháng.

### Chiến tranh Triều Tiên
Đang khi trong ụ tàu, Thompson nhận được tin tức về việc quân đội Bắc Triều Tiên đã vượt qua vĩ tuyến 38 để tấn công Nam Triều Tiên, khơi mào cho cuộc xung đột. Nó hoàn tất việc đại tu trước thời hạn, quay trở về San Diego vào ngày 20 tháng 7 năm 1950 và tích cực huấn luyện trong tháng 8 và tháng 9. Nó cùng tàu chị em Carmick (DD-493) khởi hành từ San Diego vào ngày 4 tháng 10, đi đến Trân Châu Cảng năm ngày sau đó, để rồi lại lên đường vào ngày hôm sau để hướng sang đảo san hô Midway. Sau khi khởi hành được 24 giờ, các con tàu được lệnh đổi hướng để tuần tra ngoài khơi đảo Wake nhân cuộc gặp gỡ giữa tướng Douglas MacArthur và Tổng thống Harry Truman tại đây. Chiếc tàu quét mìn đã ở lại đây qua đêm, được tiếp nhiên liệu từ tàu chở đầu Guadalupe (AO-32) trước khi tiếp tục hành trình đi sang Nhật Bản, đi đến Sasebo vào ngày 21 tháng 10.
Trong khi Thompson và Carmick đang băng qua Thái Bình Dương, lực lượng Liên Hợp Quốc đang phản công sau những tổn thất nặng và phải rút lui vào giai đoạn đầu của cuộc chiến tranh. Tập đoàn quân 8 đang gây sức ép mạnh mẽ đối với quân đội Bắc Triều Tiên, đẩy lui đối phương về phía P'yŏngyang trên bờ biển phía Tây bán đảo Triều Tiên. Nhưng việc tiến quân này khiến cho việc tiếp liệu hậu cần của tập đoàn quân phải căng dài ra. Để làm giảm nhẹ áp lực này, một chiến dịch được tiến hành nhằm mở lại cảng Chinnampo đã bị rải mìn, khoảng 50 km (31 mi) về phía Tây Nam P'yŏngyang, tại cửa sông Taedong.

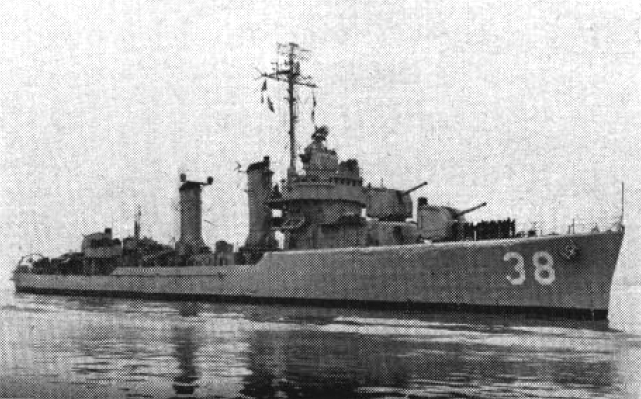
Thompson như là DMS-38 trong Chiến tranh Triều Tiên

Để tiến hành chiến dịch này cần đến khả năng xoay xở và tháo vát, nhất là do việc thiếu hụt tàu quét mìn vào lúc mở đầu chiến dịch. Sau khi đi đến khu vực chiến sự, Thompson và Carmick được lệnh tham gia một đơn vị quét mìn dưới quyền Trung tá Hải quân Stephen M. Archer. Lực lượng đặc nhiệm này, bao gồm Forrest Royal (DD-872), Catamount (LSD-17), Horace A. Bass (APD-124), Pelican (AMS-32), Swallow (AMS-36) và Gull (AMS-16), tàu LST Nhật Bản Q-007, bốn tàu quét mìn của Cộng hòa Hàn Quốc và một máy bay trực thăng từ tàu tuần dương hạng nặng Rochester (CA-124), tiến hành một hoạt động hầu như không khả thi chỉ trong vòng hai tuần, giúp các tàu vận tải chuyển được hàng tiếp liệu cho Tập đoàn quân 8 đang tiến quân. Sau một tuần lễ tuần tra tại khu vực mới được quét sạch mìn, hộ tống các tàu tiếp liệu sử dụng luồng cảng mới hoạt động, nó rút lui về Sasebo trong một tuần để nghỉ ngơi và tiếp liệu.
Tuy nhiên vào đầu tháng 11, sự kiện lực lượng Cộng sản Trung Quốc tham chiến nhanh chóng làm thay đổi cục diện chung. Bị áp đảo về số lượng, binh lính Liên Hợp Quốc buôc phải rút lui; và một trong những cảng phục vụ cho việc triệt thoái là Chinnampo, vốn quen thuộc đối với Thompson do các hoạt động quét mìn mà nó tiến hành một tháng trước đó. Trong khi các tàu chiến Đồng Minh bắn phá nhằm cản bước tiến của đối phương, chiếc tàu khu trục hộ tống các tàu chở quân rời cảng trong sương mù dày đặc và những luồng hải lưu thay đổi theo thủy triều để giúp vào việc triệt thoái lực lượng. Thompson được tặng thưởng danh hiệu Đơn vị Tưởng thưởng Hải quân do hoạt động này.
Sau khi được tiếp liệu, Thompson phục vụ như tàu kiểm soát cảng tại Incheon, Triều Tiên. Hai ngày sau lễ Giáng Sinh, nó bất ngờ nhận mệnh lệnh đi đến Sasebo, nơi Hải đội Quét mìn 1 được tái tổ chức. Sau khi đi đến cảng Nhật Bản, nó cùng Doyle (DMS-34) và Endicott (DMS-35) khởi hành vào ngày 30 tháng 12 cho nhiệm vụ quét mìn bờ biển phía Đông Triều Tiên. Tại đây nó trải qua ba tuần lễ tiến hành các hoạt động quét mìn để các tàu hỗ trợ có thể chiếm lấy vị trí hỗ trợ cho lực lượng trên bộ. Sau một tháng hoạt động tại vùng biển giá lạnh, nó quay trở lại Sasebo vào cuối tháng 1 năm 1951 cho một đợt sửa chữa, bao gồm phải vào ụ nổi để đại tu lườn tàu, kéo dài cho đến ba tuần. Nó quay trở lại hoạt động quét mìn vào giữa tháng 2.
Sử dụng Wonsan làm căn cứ, Thompson hoạt động dọc lên phía Bắc, quét mìn cho đến khu vực Kyoto Wan chỉ cách biên giới Mãn Châu 60 mi (97 km). Đang khi quét mìn dọc theo khu vực Sŏngjin, nó băng qua một bãi mìn mới và đã vô hiệu hóa bảy quả thủy lôi. Sau đó nó giúp hộ tống cho thiết giáp hạm Missouri (BB-63) và tàu tuần dương hạng nhẹ Manchester (CL-83), khi chúng hoạt động tại khu vực làm nhiệm vụ bắn phá bờ biển. Tại Churon Jang, bản thân nó đã bắn pháo phá hủy hai cầu đường sắt; và trong một lần đã tiêu diệt sáu thuyền buồm được đối phương sử dụng để xâm nhập và rải mìn về phía Bắc Sŏngjin.
Sau một tháng hoạt động tác chiến, Thompson quay trở về Sasebo để bảo trì, Từ ngày 1 tháng 4 đến ngày 3 tháng 11, 1951, chiếc tàu khu trục quét mìn quay trở lại để nả pháo xuống các vị trí, đường tiếp liệu và điểm tập trung quân đối phương. Tuy nhiên vào ngày 14 tháng 6, đối phương đã phản pháo vào nó. Con tàu vừa hoàn tất việc phá hủy một cầu đường sắt gần Sŏngjin khi một khẩu đội pháo bờ biển đối phương khai hỏa; một quả đạn pháo đã bắn trúng cầu tàu, làm hỏng hệ thống điều khiển hỏa lực của nó, khiến ba người thiệt mạng và ba người khác bị thương. Nó bắn trả, tiêu diệt một khẩu đội đối phương và gây hư hại một khẩu đội khác.
Thompson rời vùng biển Triều Tiên vào ngày 3 tháng 11, 1951 để quay trở về nhà. Nó về đến San Diego vào ngày 20 tháng 11, và tiếp tục đi đến Xưởng hải quân Mare Island để đại tu. Sau khi hoàn tất sửa chữa, con tàu hoạt động dọc bờ Tây với thành phần biên chế cắt giảm trong suốt phần còn lại của năm 1951 và đầu năm 1952, trước khi rời San Diego vào ngày 23 tháng 6. Đi đến Trân Châu Cảng sáu ngày sau đó, nó tiếp tục hành trình sang Yokosuka, Nhật Bản, đến nơi vào ngày 18 tháng 7. Sau khi được bảo trì và tiếp liệu cạnh tàu tiếp liệu khu trục Frontier (AD-25), nó tiếp tục đi đến Sŏngjin, đến nơi vào ngày 11 tháng 8. Khác biệt so với những lượt hoạt động trước đây tại Triều Tiên, khi nhiệm vụ quét mìn xen kẻ với các hoạt động của một tàu khu trục, giờ đây nó hoạt động như một tàu khu trục trong việc tuần tra bờ biển và bắn pháo hỗ trợ. Nhiệm vụ quét mìn giờ đây do các tàu chuyên dụng mới tiến hành vào ban đêm.
Lực lượng cộng sản giờ đây cũng thay đổi chiến thuật; nhiều pháo được huy động đến để phòng thủ bờ biển, và độ chính xác của họ cũng cải thiện. Ngoài khơi Sŏngjin vào ngày 20 tháng 8, Thompson chịu đựng hỏa lực của một khẩu đội pháo Trung Quốc, và bị bắn trúng cầu tàu khiến bốn người tử trận và chín người bị thương. Nó tìm cách phản công nhưng đối phương ẩn nấp kín đáo khiến hỏa lực bắn trả ít có hiệu quả. Chiếc tàu khu trục quét mìn rút lui, chuyển những người bị thương sang thiết giáp hạm Iowa (BB-61), rồi hoạt động ở vị trí cách 16 mi (26 km) về phía Nam Sŏngjin. Năm ngày sau đó, nó đi đến Sasebo để tiếp liệu, sửa chữa động cơ cùng những hư hại trong chiến đấu trước khi quay trở lại Sŏngjin. Con tàu ở lại ngoài khơi cảng này từ ngày 13 tháng 9 đến ngày 12 tháng 10, thỉnh thoảng tuần tra lên phía cực Bắc của khu vực Liên Hợp Quốc phong tỏa, trước khi quay trở về Sasebo.
Từ ngày 3 tháng 11 đến ngày 1 tháng 12, Thompson hoạt động tại cảng Wonsan trong thành phần lực lượng phong tỏa Liên Hợp Quốc; nhiều lần nằm trong tầm bắn các khẩu đội pháo đối phương. Đối phương đã nổ súng nhắm vào nó bốn lần, và con tàu bị hư hại do bị trúng mảnh đạn vào ngày 20 tháng 11, khi nó đang hỗ trợ hỏa lực cho tàu quét mìn Kite (AMS-22), vốn đang quét mìn phạm vi bên trong cảng. Pháo đối phương từ ba vị trí cách xa nhau đã nhắm vào các tàu quét mìn, và bắn trúng Thompson phía giữa tàu bên mạn phải khi nó đang thả màn khói ngụy trang giữa Kite và bờ biển. Thompson quay trở về Yokosuka để sửa chữa những hư hại trong chiến đấu, trải qua lễ Giáng Sinh trong cảng này, nhưng lại hiện diện tại Sŏngjin vào dịp đầu năm mới 1953. Sau hai lượt hoạt động khác, đến tháng 2, 1953, Thompson cùng Carmick lên đường quay trở về Hoa Kỳ, ghé ngang qua Midway và Trân Châu Cảng trước khi về đến vào ngày 14 tháng 3.

### Những hoạt động sau cùng
Hoạt động cùng Đội quét mìn 11, Thompson đặt căn cứ tại vùng bờ Tây trong thời gian còn lại của năm 1953, từng tham gia những cảnh quay của bộ phim "The Caine Mutiny" của hãng Columbia Pictures từ ngày 8 tháng 6. Sau khi tham dự hai đợt thực hành vào tháng 9, nó hoạt động ngoài khơi San Diego cho đến ngày 1 tháng 12, khi nó được chuyển sang Hạm đội Dự bị Thái Bình Dương và chuẩn bị ngừng hoạt động. Thompson chuyển sang thành phần dự bị vào ngày 18 tháng 5, 1954; và đến ngày 16 tháng 7, 1956 con tàu được xếp lớp lại thành một tàu khu trục, mang ký hiệu lườn cũ DD-627.
Tên nó được cho rút khỏi danh sách Đăng bạ Hải quân vào ngày 1 tháng 7, 1971, và con tàu được bán cho hãng American Ship Dismantlers tại Portland, Oregon vào ngày 7 tháng 8, 1972 để tháo dỡ.

## Phần thưởng
Thompson được tặng thưởng hai Ngôi sao Chiến trận do thành tích phục vụ trong Thế Chiến II, và thêm bảy Ngôi sao Chiến trận khác khi phục vụ trong cuộc Chiến tranh Triều Tiên.